# Kanton Poncin
Kanton Poncin (fr. Canton de Poncin) byl francouzský kanton v departementu Ain v regionu Rhône-Alpes. Skládal se z devíti obcí. Zrušen byl po reformě kantonů 2014.

## Obce kantonu
- Boyeux-Saint-Jérôme
- Cerdon
- Challes-la-Montagne
- Jujurieux
- Labalme
- Mérignat
- Poncin
- Saint-Alban
- Saint-Jean-le-Vieux